# محمد يعقوب النانوتوي
محمد يعقوب النانوتوي (1249 - 1302 هـ / 1833 - 1884 م) هو عالم ديوبندي وفقيه حنفي ، من أهل الهند.
هو محمد يعقوب ابن مملوك علي النانوتوي (ت. 1267 هـ). ولد ببلدة نانوتة بمديرية سهارنفور بولاية أتربرديش. أخذ عن والده الذي كان يدرس بمدينة دهلي في كلية دهلي العربية. كما وُلي التدريس بالجامعة الإسلامية دارالعلوم في الديوبند لمدة. اعتزل في بيته حين شبت الفتنة العامة ببلاد الهند سنة 1856 م.